# فهرست آثار درباره صادق هدایت
زندگی و آثار صادق هدایت نویسنده ایرانی موضوع کتاب‌ها، فیلم‌ها، اشعار و قصه‌های بسیاری بوده‌است. فهرست زیر به برخی از این آثار اشاره می‌کند.

## کتاب
- کتاب سه جلدی «سیل خون در سه قطره» نوشته فاطمه گلستانه
- صادق هدایت - ملحدی با سلوک عارفانه نوشته حمید تجریشی
- صادق هدایت، از افسانه تا واقعیت نوشته محمدعلی همایون کاتوزیان، ترجمه فیروزه مهاجر
- هفت مقاله از ایران‌شناسان شوروی ترجمه ابوالفضل آزموده
- کتاب صادق هدایت نوشته محمود کتیرایی
- بر مزار صادق هدایت نوشته یوسف اسحاق‌پور، ترجمه باقر پرهام
- بررسی مظاهر فرهنگ ایران باستان در آثار صادق هدایت نوشته سیده چیمن مصطفی مقدم
- مجموعه‌ای از آثار صادق هدایت نوشته محمد بهارلو
- یادبودنامه صادق هدایت انتشارات امیر کبیر
- یاد صادق هدایت، به کوشش علی دهباشی
- هدایت، بوف کور و ناسیونالیسم نوشته ماشاءالله آجودانی
- راز شهرت صادق هدایت نوشته محمدرضا سرشار
- نامه‌های صادق هدایت گردآوری محمد بهارلو
- خودکشی صادق هدایت نوشته هوشنگ پیمانی
- آشنایی با صادق هدایت نوشته م.ف. فرزانه (چاپ پاریس شامل دو مجلد بوده‌است: صادق هدایت چه می‌گفت؟ و آنچه صادق هدایت به من گفت)
- کتاب‌شناسی صادق هدایت نوشته محمد گلبن
- صادق هدایت و هراس از مرگ نوشته محمد صنعتی
- ارزیابی آثار و آرای صادق هدایت گردآوری مریم دانایی برومند
- صادق هدایت نوشته ونسان مونتی ترجمه حسن قائمیان
- هشتاد و دو نامه به حسن شهید نورائی نوشته صادق هدایت
- صادق هدایت در تار عنکبوت نوشته مصطفی فرزانه
- صادق هدایت در گذر زمان نوشته موسی‌الرضا طایفی اردبیلی
- نقد و تفسیر آثار صادق هدایت نوشته محمدرضا قربانی
- نیمهٔ پنهان سرگذشت صادق هدایت نوشته جهانگیر هدایت
- صادق هدایت داستان‌نویس نوشته جعفر مدرس صادقی
- داستان یک روح (شرح و متن بوف کور صادق هدایت) نوشته سیروس شمیسا
- روی جادهٔ نمناک / دربارهٔ صادق هدایت، نوشته محمد قاسم‌زاده، انتشارات کاروان
- زندگی، عشق و مرگ از دیدگاه صادق هدایت/شاپور جورکش/نشر آگه ۷۴
- زن و عشق در دنیای صادق هدایت و نقدی تحلیلی و تطبیقی بر داستان بوف کور، نوشته محمود کیانوش
- داش آکل، شرح " داش آکل ": حواشی و تبعات: متن و نقد بر داستان کوتاه صادق هدایت / محمد رضا سرشار تهران: کانون اندیشه جوان، ۱۳۸۸
- مجموعه داستان «صادق هدایت را من کشته‌ام»[۱]
- بوف کور و مرغ مهاجر نوشته دکتر بهروز ژاله

## فیلم
- گفتگو با سایه ساخته خسرو سینایی
- بوف کور+زندگی و مرگ صادق هدایت (فیلم)

## تئاتر
- بوف کور به کارگردانی نیلوفر بیضایی

## مقالات
- مجموعه مقالات شش‌گانه«همه چیز درباره شبهای ورامین» نوشته فاطمه گلستانه
- صادق هدایت و کارهای او نوشته پرویز ناتل خانلری، ۱۳۲۶
- یادی از صادق هدایت نوشته پرویز داریوش
- بوف کور در اروپا نوشته سوپر فیلیپ، ترجمه حسن قائمیان، ۱۳۲۲
- تأثیر صادق هدایت در اروپا نوشته آندره روسو ترجمه حسن قائمیان، ۱۳۳۲
- آثار صادق هدایت را بدبین و مأیوس خواندم نوشته احسان نراقی، ۱۳۳۰
- کتاب حاجی‌آقای صادق هدایت، نوشته سعید نفیسی، ۱۳۲۴
- هدایت و حزب توده، نوشته خلیل ملکی، ۱۳۳۰
- بوف کور و عقده ادیپی، نقد روانی نوشته بهرام مقدادیبهرام مقدادی، ۱۳۴۹
- صادق هدایت نوشته روژه لسکو (مترجم بوف کور به زبان فرانسه، ۱۳۲۵
- صادق هدایت، پیشرو رئالیسم ایران نوشته ژیلبر لازار، ۱۳۳۴
- سی سال رمان‌نویسی نوشته هوشنگ گلشیری، ۱۳۴۶
- مقدمه منتخبات صادق هدایت نوشته کمیسروف، ترجمه قائمیان، ۱۳۳۷
- هدایت بنیانگذار ادبیات نو، نوشته کریم کشاورز، ۱۳۵۱
- صادق هدایت نوشته ابرهارد کروگر، ۱۳۴۷
- صادق هدایت بنیانگذار خیام‌شناسی، نوشته محمود کتیرایی، ۱۳۴۹
- یاد آشنا نوشته اسلام کاظمیه، ۱۳۴۷
- صادق هدایت در آلمان نوشته جواد فلاطوری، ۱۳۴۰
- بدبینی هدایت نوشته مسعود فرزاد، ۱۳۴۶
- سقوط هدایت در چاله هرز ادبیات فرانسه، نوشته احمد فردید، ۱۳۵۲
- صادق هدایت ناشناس مرد نوشته بزرگ علوی، ۱۳۵۲
- صادق هدایت نوشته احسان طبری، ۱۳۲۵
- هدایت و آل‌احمد در یک ارزیابی نوشته بهرام صادقی، مجله فردوسی شماره ۱۰۹۶
- هدایت وطن‌پرست و ستایشگر انسان نوشته عبدالحسین سپنتا، ۱۳۴۷
- هدایت مجاهدی در اردوی انسانیت نوشته عبدالحسین زرین‌کوب، ۱۳۵۲
- یادبودهای من از صادق هدایت نوشته یان ریپکا، ترجمه مصطفی فرزانه، ۱۳۴۴
- صادق هدایت از نظر دهخدا نوشته علی اکبر دهخدا، ۱۳۵۲
- ۲۳ سال از مرگ صادق هدایت گذشت، نوشته محمدعلی جمال‌زاده، ۱۳۵۳
- با حافظ چه کردند که با صادق هدایت بکنند نوشته ایرج پزشکزاد، مجله روشنفکر، شماره ۸۸۹
- صادق هدایت و فلسفه آقای فردید، نوشته رضا براهنی، ۱۳۵۱
- صادق هدایت و مکتب او نوشته ابوالقاسم انجوی شیرازی، ۱۳۵۲
- غروب هدایت، نوشته محمدعلی اسلامی ندوشن، ۱۳۳۷
- یادی از صادق هدایت نوشته مهدی اخوان ثالث، ۱۳۴۸
- هدایت بوف کور نوشته جلال آل‌احمد، ۱۳۳۰
- صادق هدایت و سینما نوشته عباس بهارلو
- ناقوس خیال در آثار هدایت نوشته مایکل بیرد، ۱۳۷۱
- مسخ هدایت از مسخ نوشته نسرین رحیمیه، ۱۳۷۱
- دیوار، معرفی و نقد نوشته منوچهر آتشی، مجله تماشا، شماره ۸۸

## روایت
- بیضایی، بهرام (نوشتهٔ ۱۳۷۶ - چاپ ۱۳۷۹). «هدایت». کارنامه (۱۳): ۱۳-۴. تاریخ وارد شده در |سال= را بررسی کنید (کمک)

## شعر
- روی جاده نمناک سروده مهدی اخوان ثالث در رثای هدایت، ۱۳۴۰